# Volkswagen XL1
O XL1 é um Automóvel híbrido plug-in com capacidade para duas pessoas. O conceito foi apresentado pela VW na edição de 2011 do Salão do Qatar. Em 2013 iniciou a produção limitada a 250 unidades a um preço de €111,000.